# 松山町警察
松山町警察（まつやままちけいさつ）は、かつて存在した埼玉県松山町（現東松山市）の自治体警察である。

## 概要
旧警察法が施行されると、従来の埼玉県警察部が解体され、1948年（昭和23年）3月7日に松山町によって松山町警察署が設置された。同時に、比企郡東部を管轄する国家地方警察埼玉県松山地区警察署が松山町に設置された。設立時においては、松山町警察と松山地区警察はともに旧松山警察署庁舎内に設置されていた。
昭和24年（1949年）に発生した松山大火においては、管轄権を持つ松山町警察と、国警が感情や管轄の面で対立し、捜査が進展しないなどと報道され、町民からも非難が上がった。
小規模の自治体にとっては、自治体警察による警察経費が重い財政負担となっており、松山町においても町の歳出総額の二割前後を警察消防費が占め、大きな負担となっていた。
昭和26年（1951年）、警察法が改正され、住民投票によって自治体警察の存廃を決めることができるようになると、松山町では同年8月7日に「自治体警察の廃止に賛成か反対か」を問う住民投票が実施され、賛成80.3％で廃止が決定した（投票率23.3％）。同年10月、国警に編入、松山町警察は廃止された。同時期、全国でも千近い自治体警察が廃止され、3割ほどが存続した。
その後、1954年（昭和29年）に、旧警察法が全面改正される形で新警察法が公布された。これにより国家地方警察と自治体警察が廃止され、新たに都道府県警察として埼玉県警察が発足し、埼玉県東松山警察署が設置された。

## 組織
署員・・・巡査部長3名、他警察吏員15名の計18名で構成。
松山町公安委員・・・町長の任命制。定員3名。
※ちなみに松山地区警察では、警視1名、警部補2名、巡査部長6名を含む計37名が配置されていた。

## 警察署
松山町警察署（所在地：本町→箭弓町一丁目）